# Loon (Sänger)
Amir Junaid Muhadith (* 20. Juni 1975 in Harlem, New York, N.Y. als Chauncey Lamont Hawkins) bekannt durch seinen Künstlernamen Loon, ist ein ehemaliger US-amerikanischer Rapper und Contemporary-R&B-Sänger.

## Karriere
Er zog die Aufmerksamkeit auf sich durch seine häufige Zusammenarbeit mit P. Diddy. Der Mitte 2002 erschienene Titel I Need a Girl (Part One) von P. Diddy wurde mit Unterstützung von Loon und Usher zum großen Erfolg. Auch an Toni Braxtons Song Hit the Freeway arbeitete er mit.
Im Jahre 2004 verließ Loon P. Diddys Plattenlabel Bad Boy Records und startete sein eigenes Label Boss Up Entertainment.

## Leben
2008 konvertierte Loon zum Islam, nennt sich seitdem Amir Junaid Muhadith und zog sich aus der Öffentlichkeit zurück.
Nachdem Loon bereits wegen zweier Verurteilungen (1993 im Alter von 18 Jahren sowie 2006) aufgrund von Kapitalverbrechen vorbestraft war, wurde er am 
18. Juli 2013 zu einer weiteren 14-jährigen Haftstrafe verurteilt. Er wurde für schuldig befunden, am Handel mit einem oder mehr Kilogramm Heroin im Bundesstaat North Carolina teilgenommen zu haben. Um einer möglichen lebenslangen Haftstrafe zu entgehen (Three Strikes), lehnte Junaid ein Gerichtsverfahren ab und akzeptierte die Strafe. Eine Möglichkeit, die Strafe zur Bewährung auszusetzen, hätte normalerweise mindestens achteinhalb Jahre in Haft bedeutet. Loon wurde Ende Juli 2020 während der COVID-19-Pandemie in den Vereinigten Staaten vorzeitig freigelassen, nachdem sich neben anderen der Produzent Weldon Angelos für ihn eingesetzt hatte.

## Diskografie

### Studioalben
| Jahr | Titel            | Höchstplatzierung, Gesamtwochen, AuszeichnungChartsChartplatzierungen (Jahr, Titel, Platzierungen, Wochen, Auszeichnungen, Anmerkungen) | Anmerkungen                            |
| Jahr | Titel            | US | Anmerkungen                            |
| ---- | ---------------- | --- | -------------------------------------- |
| 2003 | Loon             | US6 (… Wo.)US | Erstveröffentlichung: 21. Oktober 2003 |
| 2006 | No Friends       | — | Erstveröffentlichung: 29. August 2006  |
| 2006 | Wizard of Harlem | — | Erstveröffentlichung: 17. Oktober 2006 |
| 2007 | Bad Boy          | — | Erstveröffentlichung: 13. Februar 2007 |

### Singles
| Jahr | Titel Album                                                                | Höchstplatzierung, Gesamtwochen, AuszeichnungChartplatzierungen (Jahr, Titel, Album, Platzierungen, Wochen, Auszeichnungen, Anmerkungen) | Höchstplatzierung, Gesamtwochen, AuszeichnungChartplatzierungen (Jahr, Titel, Album, Platzierungen, Wochen, Auszeichnungen, Anmerkungen) | Höchstplatzierung, Gesamtwochen, AuszeichnungChartplatzierungen (Jahr, Titel, Album, Platzierungen, Wochen, Auszeichnungen, Anmerkungen) | Höchstplatzierung, Gesamtwochen, AuszeichnungChartplatzierungen (Jahr, Titel, Album, Platzierungen, Wochen, Auszeichnungen, Anmerkungen) | Höchstplatzierung, Gesamtwochen, AuszeichnungChartplatzierungen (Jahr, Titel, Album, Platzierungen, Wochen, Auszeichnungen, Anmerkungen) | Anmerkungen                                                                                       | [↑]: gemeinsam behandelt mit vorhergehendem Eintrag; [←]: in beiden Charts platziert |
| Jahr | Titel Album                                                                | DE | AT | CH | UK | US | Anmerkungen                                                                                       |                                                                                      |
| ---- | -------------------------------------------------------------------------- | --- | --- | --- | --- | --- | ------------------------------------------------------------------------------------------------- | ------------------------------------------------------------------------------------ |
| 2001 | You Gets No Love Faithfully                                                | — | — | — | — | US38 (20 Wo.)US | Erstveröffentlichung: 24. November 2001 feat. P. Diddy & Loon                                     |                                                                                      |
| 2002 | I Need a Girl (Part One) We Invented the Remix                             | DE8 (20 Wo.)DE | AT32 (14 Wo.)AT | CH5 Gold · (25 Wo.)CH | UK4 Silber (Part II) · (16 Wo.)UK | US2 (23 Wo.)US | Erstveröffentlichung: 26. Februar 2002 P. Diddy feat. Usher & Loon                                |                                                                                      |
| 2002 | I Need a Girl (Part Two) We Invented the Remix[DE: ↑][AT: ↑][CH: ↑][UK: ↑] | DE8 (20 Wo.)DE | AT32 (14 Wo.)AT | CH5 Gold · (25 Wo.)CH | UK4 Silber (Part II) · (16 Wo.)UK | US4 (26 Wo.)US | Erstveröffentlichung: 21. Mai 2002 P. Diddy mit Ginuwine feat. Loon, Mario Winans & Tammy Ruggeri |                                                                                      |
| 2002 | Hit the Freeway More Than a Woman                                          | DE56 (11 Wo.)DE | — | CH38 (11 Wo.)CH | UK29 (3 Wo.)UK | US86 (14 Wo.)US | Erstveröffentlichung: 15. Oktober 2002 Toni Braxton feat. Loon                                    |                                                                                      |
| 2003 | How You Want That Loon                                                     | — | — | — | — | US88 (6 Wo.)US | Erstveröffentlichung: 2003 feat. Kelis                                                            |                                                                                      |
| 2003 | Show Me Your Soul Bad Boys II (OST)                                        | DE61 (6 Wo.)DE | — | CH62 (7 Wo.)CH | UK35 (2 Wo.)UK | — | Erstveröffentlichung: 23. November 2003 mit Lenny Kravitz, P. Diddy & Pharrell Williams           |                                                                                      |

Weitere Singles
- 2000: Promise (So So Def Remix) (Jagged Edge feat. Loon)
- 2002: I Do (Wanna Get Close to You) (3LW feat. P. Diddy und Loon)
- 2002: Young & Sexy (Lyric feat. Loon)
- 2003: Down for Me (feat. Mario Winans)
- 2003: Crazy (Dream feat. Loon)

### Weitere Gastbeiträge
- Tru Rider (Mowett feat. Loon)
- Smile for Me (Massari feat. Loon)
- Too Much for Me (DJ Kay Slay feat. Amerie, Loon und Foxy Brown)
- Pussycat (Remix) (Wyclef Jean feat. Busta Rhymes und Loon)
- Just Friends (LSG feat. Loon)
- Like Me (Ginuwine feat. G-Dep & Loon)
- If Ever (So So Def Remix) (3rd Storee feat. Baby Stase und Loon)